# Сент Џорџ (острво)
Сент Џорџ (енгл. St. George Island) је острво САД које припада савезној држави Аљасци. Површина острва износи 90 ². Према попису из 2000. на острву је живело 100 становника.